# Parapanope
Parapanope is een geslacht van kreeftachtigen uit de klasse van de Malacostraca (hogere kreeftachtigen).

## Soorten
- Parapanope cultripes (Alcock, 1898)
- Parapanope euagora de Man, 1895
- Parapanope hexacarapas Garth & Kim, 1983
- Parapanope pagenstecheri (Neumann, 1878)
- Parapanope serenei Guinot & Ng, in Guinot, 1985
- Parapanope siamensis Guinot, 1985